# اولگا کیریچنکو
اولگا کیریچنکو (انگلیسی: Olga Kirichenko؛ زادهٔ ۲۷ ژانویهٔ ۱۹۷۶) شناگر اهل اوکراین بود.